# Celebridade
 (срп. Славни) бразилска је теленовела, продукцијске куће Реде Глобо, снимана 2003. и 2004.

## Синопсис
Марија Клара Диниз је бивша манекенка и власница продуцентске куће „Мело Диниз”. У живот јој улази завидна и прорачуната Лаура Пруденте да Коста, која јој се приближава глумећи њену највећу обожаватељку. Уз помоћ свог љубавника и помоћника Маркоса, временом успева да постане Маријина асистенткиња. Лаура је заправо опседнута њоме — сматра је кривом за свој бедан живот и жели освету.
Једна од компанија које финансирају пројекте Марије Кларе јесте „Група Васконселос” чији се оснивач Линеу Васконселос потписује и као издавач многих магазина, од којих је најважнији „Славни”. Његова кћерка Беатриз заратила је са њим након што се удала за филмског продуцента Фернанда и са њим отишла у иностранство, али убрзо су се отац и ћерка помирили.
Након много година, наизглед срећни супружници, враћају се у Бразил. Фернандо се заљубљује у Марију Клару, као и она у њега. Међутим, посесивној Беатриз не пада на памет да допусти да њен супруг буде срећан са другом женом, па склапа савез са Лауром.
Са друге стране, Беатризин брат Ренато, Линеуов нећак, заљубљује се у Лауру, и постаје њен савезник у борби против Марије Кларе која ће се заједно са Фернандом наћи у вртлогу тајни, сплетки и освете.

## Улоге
| Глумац:             | Улога:                            |
| ------------------- | --------------------------------- |
| Малу Мадер          | Марија Клара Мело Диниз           |
| Клаудија Абреу      | Лаура Пруденте да Коста           |
| Маркос Палмејра     | Фернандо Аморим                   |
| Фабио Асунсао       | Ренато Мендес                     |
| Марсио Гарсија      | Маркос Ранжел                     |
| Дебора Евелин       | Беатриз Васконселос Аморим        |
| Хуго Карвана        | Линеу Васконселос                 |
| Дебора Секо         | Дарлене Сампајо                   |
| Жулијана Паес       | Жаклине Џеки Џој да Силва Леитао  |
| Хенри Кастели       | Хуго Магно Соарес                 |
| Ана Беатриз Ногејра | Ана Паула Мело Диниз Мутињо       |
| Марсело Фарија      | Владимир Коимбра                  |
| Бруно Галијасо      | Инасио Васконселос Аморим         |
| Жулијана Кнуст      | Сандра Сандриња Мело Диниз Мутињо |
| Пауло Виљена        | Пауло Сезар Асунсао               |
| Алешандре Боржес    | Кристијано Реис                   |
| Жулија Лемерц       | Ноемија Асунсао                   |
| Тео Бекер           | Каио Мендес                       |
| Нивеа Марија        | Корина Мело Диниз                 |
| Тауматурго Фереира  | Нелито Мутињо                     |
| Исабела Гарсија     | Елиете Коимбра                    |
| Фернанда Монтенегро | Фернанда Монтенегро               |
| Марилија Пера       | Марилија Пера                     |